# Royal Rumble (2019)
Royal Rumble (2019) a fost cea de-a treizecișidoua ediție a pay-per-view-ului anual Royal Rumble organizat de WWE. Evenimentul s-a desfășurat pe data de 27 ianuarie 2019 în arena Chase Field din Phoenix, Arizona.
Melodia originală a evenimentului a fost "We Got the Power", interpretată de Zayde Wolf.

## Rezultate
| No.                                                 | Rezultate                                                                                       | Stipulație                                                                      | Timp    |
| --------------------------------------------------- | ----------------------------------------------------------------------------------------------- | ------------------------------------------------------------------------------- | ------- |
| 1                                                   | Bobby Roode și Chad Gable (c) i-au învins pe Scott Dawson și Rezar (însoțiți de Drake Maverick) | Meci pe echipe pentru titlurile WWE Raw Tag Team Championship                   | 6:55    |
| 2                                                   | Shinsuke Nakamura l-a învins pe Rusev (c) (însoțit de Lana)                                     | Meci simplu pentru titlul WWE United States Championship                        | 10:15   |
| 3                                                   | Buddy Murphy (c) i-a învins pe Akira Tozawa, Hideo Itami și Kalisto                             | Meci Fatal four-way pentru campionatul WWE Cruiserweight Championship           | 12:05   |
| 4                                                   | Asuka (c) a învins-o pe Becky Lynch                                                             | Meci simplu pentru titlul WWE SmackDown Women's Championship                    | 17:10   |
| 5                                                   | The Miz și Shane McMahon i-au învins pe The Bar (Cesaro și Sheamus) (c)                         | Meci pe echipe pentru titlurile WWE SmackDown Tag Team Championship             | 13:20   |
| 6                                                   | Ronda Rousey (c) a învins-o pe Sasha Banks                                                      | Meci simplu pentru titlul WWE Raw Women's Championship                          | 13:55   |
| 7                                                   | Becky Lynch a câștigat eliminând-o pe Charlotte Flair                                           | Meci Royal Rumble Feminin                                                       | 1:12:00 |
| 8                                                   | Daniel Bryan (c) l-a învins pe AJ Styles                                                        | Meci simplu pentru titlul WWE Championship                                      | 24:35   |
| 9                                                   | Brock Lesnar (c) (însoțit de Paul Heyman) l-a învins pe Finn Bálor                              | Meci simplu pentru titlul WWE Universal Championship                            | 8:40    |
| 10                                                  | Seth Rollins a câștigat eliminând-ul pe Braun Strowman                                          | Meci Royal Rumble 2019 pentru o șansă la campionatul mondial la WrestleMania 35 | 58:57   |
| (c) – înseamnă campionii care-și pun titlul în meci |                                                                                                 |                                                                                 |         |

## Royal Rumble: intrări în meci și eliminări
| Nr. | Concurent         | Brand       | Ordinea eliminări | Eliminat prin                    | Timp  | Eliminări |
| --- | ----------------- | ----------- | ----------------- | -------------------------------- | ----- | --------- |
| 1   | Elias             | Raw         | 5                 | Seth Rollins                     | 15:07 | 1         |
| 2   | Jeff Jarrett      | Agent liber | 1                 | Elias                            | 01:20 | 0         |
| 3   | Shinsuke Nakamura | SmackDown   | 8                 | Mustafa Ali                      | 17:46 | 1         |
| 4   | Kurt Angle        | Raw         | 2                 | Shinsuke Nakamura                | 03:15 | 0         |
| 5   | Big E             | SmackDown   | 4                 | Samoa Joe                        | 06:01 | 0         |
| 6   | Johnny Gargano    | NXT         | 9                 | Dean Ambrose                     | 13:50 | 1         |
| 7   | Jinder Mahal      | Raw         | 3                 | Johnny Gargano                   | 00:30 | 0         |
| 8   | Samoa Joe         | SmackDown   | 14                | Mustafa Ali                      | 23:43 | 3         |
| 9   | Curt Hawkins      | Raw         | 7                 | Samoa Joe                        | 04:09 | 1         |
| 10  | Seth Rollins      | Raw         | —                 | Câștigător                       | 43:26 | 3         |
| 11  | Titus O'Neil      | Raw         | 6                 | Curt Hawkins                     | 00:05 | 0         |
| 12  | Kofi Kingston     | SmackDown   | 12                | Drew McIntyre                    | 08:53 | 0         |
| 13  | Mustafa Ali       | SmackDown   | 23                | Nia Jax                          | 30:00 | 2         |
| 14  | Dean Ambrose      | Raw         | 13                | Aleister Black                   | 12:42 | 1         |
| 15  | No Way Jose       | Raw         | 10                | Samoa Joe                        | 00:02 | 0         |
| 16  | Drew McIntyre     | Raw         | 22                | Dolph Ziggler                    | 20:06 | 4         |
| 17  | Xavier Woods      | SmackDown   | 11                | Drew McIntyre                    | 00:03 | 0         |
| 18  | Pete Dunne        | NXT UK      | 17                | Drew McIntyre                    | 11:13 | 0         |
| 19  | Andrade           | SmackDown   | 27                | Braun Strowman                   | 22:31 | 1         |
| 20  | Apollo Crews      | Raw         | 15                | Baron Corbin                     | 05:47 | 0         |
| 21  | Aleister Black    | NXT         | 16                | Baron Corbin                     | 06:09 | 1         |
| 22  | Shelton Benjamin  | SmackDown   | 20                | Braun Strowman                   | 09:21 | 0         |
| 23  | Baron Corbin      | Raw         | 19                | Braun Strowman                   | 07:19 | 2         |
| 24  | Jeff Hardy        | SmackDown   | 21                | Braun Strowman and Drew McIntyre | 07:55 | 0         |
| 25  | Rey Mysterio      | SmackDown   | 25                | Randy Orton                      | 12:30 | 1         |
| 26  | Bobby Lashley     | Raw         | 18                | Seth Rollins                     | 00:13 | 0         |
| 27  | Braun Strowman    | Raw         | 29                | Seth Rollins                     | 14:37 | 5         |
| 28  | Dolph Ziggler     | Raw         | 28                | Braun Strowman                   | 11:34 | 1         |
| 29  | Randy Orton       | SmackDown   | 26                | Andrade                          | 06:00 | 1         |
| 30  | Nia Jax           | Raw         | 24                | Rey Mysterio                     | 03:11 | 1         |

1. ↑  Nia Jax l-a atacat participantul cu numărul #30, R-Truth, și a intrat în meci în locul său.